# Muurschildering Rijswijkstraatbrug
De Muurschildering Rijswijkstraatbrug is een muurschildering aangebracht op een landhoofd van de Rijswijkstraatbrug in Amsterdam Nieuw-West.
Het beton van het zuidelijk landhoofd werd in 2008 voorzien van een tunnelschildering. Het is een creatie van kunstenaar Frederik Molenschot. De kunstenaar haalde inspiratie uit de workshops met dak- en thuislozen, die verbleven in het thuis voor daklozen in de nabijgelegen Poeldijkstraat, ook wel "Hotel Rijswijk" genoemd. Het beton werd beschilderd in vormen ontsproten aan de geesten van de dak- en thuislozen. Zo is een olifant te zien in laarsjes of cowboylaarzen, een bewoner met hond, handen in de vorm van een vredesteken en ook een sleutel. Het kunstwerk kreeg een vervolg met gravures in de buitengevel van het gebouw zelf.  

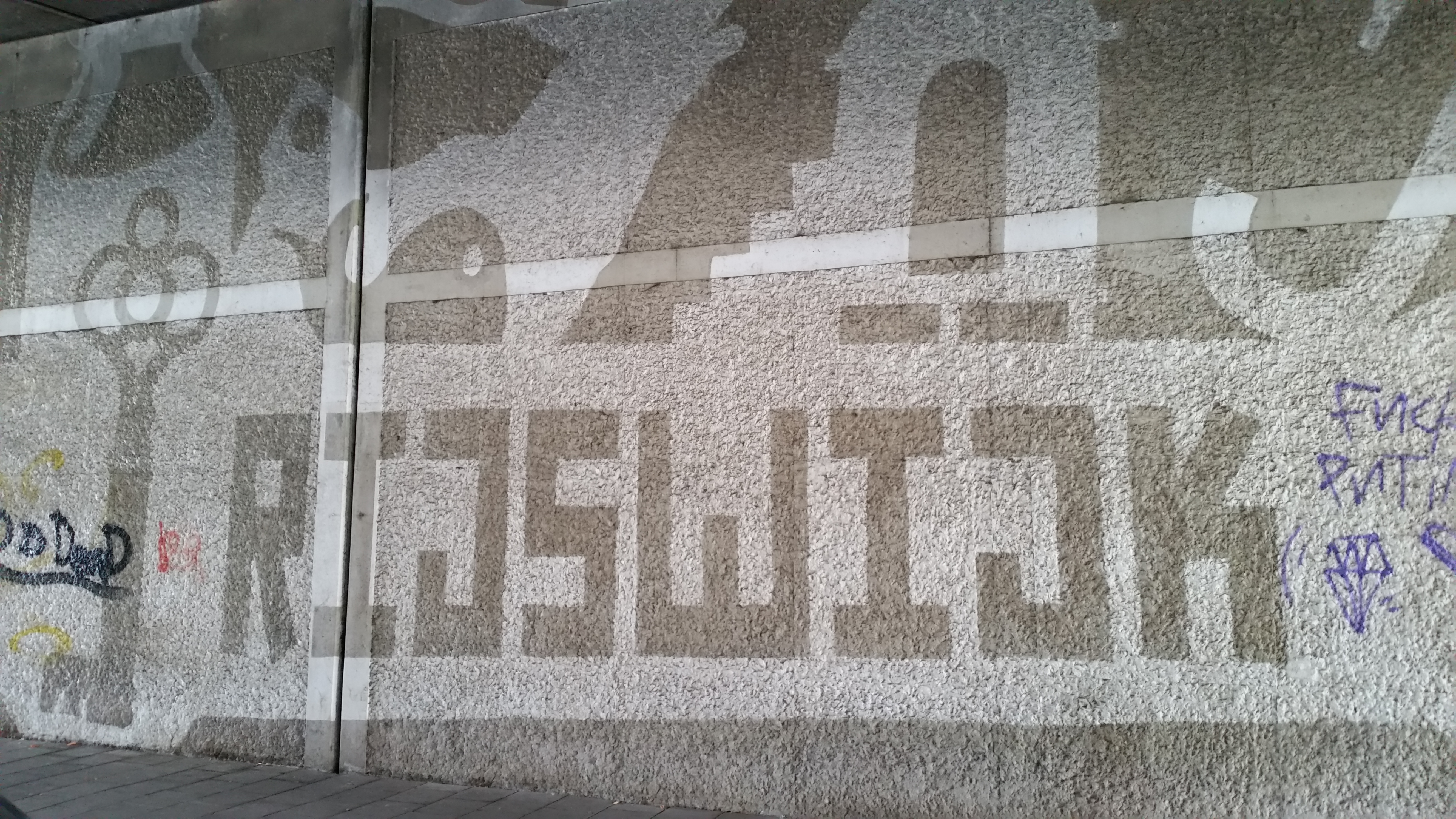
Rijswijk (maart 2019)